# 東華堂
東華堂（とうかどう）とは、明治時代に営業していた日本の出版社である。

## 概要
小西伝助（1870年‐1917年）が1897年（明治30年）に東京府神田にて営業、丁酉文社を結成して文芸雑誌を発刊しようとしていた作家を応援して発行所となり、同年に『新著月刊』を発行した。一時は博文館発行の『文芸倶楽部』や春陽堂発行の『新小説』といった雑誌と並ぶ勢いであったが、後に経営状態が悪化し、『新著月刊』も15巻をもって廃刊している。『新著月刊』には水谷不倒、小杉天外、泉鏡花、小栗風葉らが小説を書き、それらの木版口絵を梶田半古、鈴木華邨、富岡永洗、寺崎広業が描いた。

## 出版物
- 『新著月刊』1編 「めなしちご（無目児）」 水谷不倒作 梶田半古口絵 1897年
- 『新著月刊』2編 「珈琲店の美人」 小杉天外作 鈴木華邨口絵 1897年
- 『新著月刊』3編 「監獄前の美人」 「めぐりあひ」 繁野天峡作 富岡永洗口絵 1897年
- 『新著月刊』4編 「美人駕籠に侁る図」 泉鏡花作 富岡永洗口絵 1897年
- 『新著月刊』5編 「夏歓秋恨」 「十七八」 小栗風葉作 寺崎広業作 1897年
- 『新著月刊』9編 「美人夢恋之図」 「七本桜」 泉鏡花作 1897年
- 『新著月刊』11篇 「新春門遊の図」 1898年
- 『新著月刊』12編 「白蓮池前の美人」 1898年